# アリタ川の戦い (1068年)

アリタ川の戦い（アリタがわのたたかい、ロシア語: Битва на реке Альте）は、ペレヤスラヴリ付近のアリタ川（現イリティツャ川）河畔において、キエフ大公イジャスラフ、チェルニゴフ公スヴャトスラフ、ペレヤスラヴリ公フセヴォロドの率いるドルジーナ隊と、シャルカンの率いるポロヴェツ族とによって行われた戦闘である。

## 歴史

### 前史
『原初年代記』における、ポロヴェツ族に関する最初の言及は1055年の頁であり、ペレヤスラヴリ公フセヴォロドと、ポロヴェツ族とが和平条約を結んだ、という内容である。ルーシの地（キエフ大公国領）南方の遊牧民・トルク族が、1060年にルーシの軍勢に追いやられたのち、ポロヴェツ族の勢力圏はルーシの地の南方に接するようになっていた。1061年には、ポロヴェツ族の一軍が、かつてのキエフ大公ウラジーミル1世、ヤロスラフ1世の設備した防衛線（沿スーラ川防衛線、沿ローシ川防衛線）を突破し、ルーシの地へ侵入している。
1068年より、キエフ大公イジャスラフ、チェルニゴフ公スヴャトスラフ、ペレヤスラヴリ公フセヴォロドの3兄弟は、ヴォルィーニ公イーゴリ、スモレンスク公ヴャチェスラフの2人の弟が死亡したのち、その所領であったヴォルィーニ公国、スモレンスク公国領を、自身らの所領に加え、ルーシ全域をその管轄化に収めていた。また、1067年のネミガ川の戦い(ru)で、ポロツク公フセスラフ率いるポロツク公国軍を破り、和平交渉の場において、フセスラフを捕虜としていた。

### 戦闘
アリタ川における、戦闘の詳細は記録されていない。シャルカンの率いるポロヴェツ族が、ドニエプル川左岸のルーシの地に侵入すると、イジャスラフらはこれを迎撃したが敗北した。

### その後
アリタ川で敗北した後、スヴャトスラフはチェルニゴフへ、イジャスラフとフセヴォロドはキエフへ戻ったが、イジャスラフらは新たな軍を編成することには難色をしめした。これはキエフの住民による蜂起(ru)を引き起こした。ヴェーチェ（民会）が開かれ、先に捕虜となっていたフセスラフがキエフ大公に擁立された。イジャスラフはポーランド王ボレスワフ2世のもとに身を寄せた。イジャスラフが再びキエフを奪回するのは1069年のことになる。
また、『ノヴゴロド第一年代記』によると、イジャスラフの亡命中の1068年11月1日に、フセヴォロドの率いる3千人の軍勢が、シャルカン率いる1万2千人のポロヴェツ族の軍勢をスノフ川で破り（スノフ川の戦い）、シャルカンを捕らえたと記されているが、『原初年代記』にはこれに相当する記述はみられない。